# مظفر افشار
مظفر افشار معروف به پدر بلوط ایران (زادهٔ مهر ۱۳۳۱ در خرم‌آباد)؛ کنشگر محیط زیست ایرانی است.
افشار بیش از ۳۰ سال است که در حوزه حمایت و احیای محیط زیست، جنگل‌ها و نیز در بالاترین اولویت، حفاظت و احیای درختان بلوط فعالیت داشته‌است.

## فعالیت‌ها
به گفتهٔ خود مظفر افشار؛ وی در طول بیش از ۳۰ سال فعالیتش در زمینه حفاظت از محیط زیست و درختان بلوط، بیش از ۴۰۰۰۰ بذر بلوط کاشته‌است و هر ساله چیزی حدود ۳۰۰۰ نهال تازه را با همراهی هواداران محیط زیست به طبیعت می‌افزاید. نهالهای کاشته شده توسط مظفر افشار در بام خرم‌آباد پس از ۷_۸ سال بذر داده‌اند که این در نوع خود جالب توجه است.
در کنار بلوط نیز از زالزالک وحشی _ گلابی وحشی _ انجیر و سماق کوهی برای کشت در کوهستان در برنامه‌های کاشت درخت توسط افشار می‌توان نام برد.
وی علاوه بر فعالیت‌های مربوط به محیط زیست در زمینه اقدامات نیکوکارانه نیز فعالیت دارد و عضو مجمع خیران مدرسه‌ساز استان لرستان می‌باشد؛ و در راستای کارهای پیمانکاری حدود ۳۱۰ کلاس آموزشی برای سازمان آموزش و پرورش ساخته‌است. وی در سال ۱۳۹۴ به عنوان چهره برتر محیط زیست کشور انتخاب شد. در آیین بزرگداشت چهره‌های ماندگار استان لرستان در شهریور نود و هشت در حضور مقامات استانی از مظفر افشار به عنوان چهره ماندگار در حوزه اجتماعی تجلیل به عمل آمد. به گزارش مرکز تحقیق و پژوهش سازندگی در بین افراد خبرساز سال نود و هشت نام مظفر افشار (پدر بلوط ایران) به عنوان فعال اجتماعی و محیط زیستی آمده‌است. در بام خرم‌آباد حدود ۳۲ هکتار زمین توسط مظفر افشار و دوستداران طبیعت انواع درختان بومی از جمله بلوط کاشته شده‌است. مظفر افشار در سالهای نود و نه و هزار و چهار صد و دو نامزد جایزه مهرگان علم در بخش یک عمر تلاش در عرصه محیط زیست شد و از ایشان به عنوان کنشگر محیط زیست، احیا کننده درختان بلوط در رشته کوه زاگرس و مجموعه خدمات آموزشی و ترویجی تجلیل به عمل آمد.